# 平塚空襲

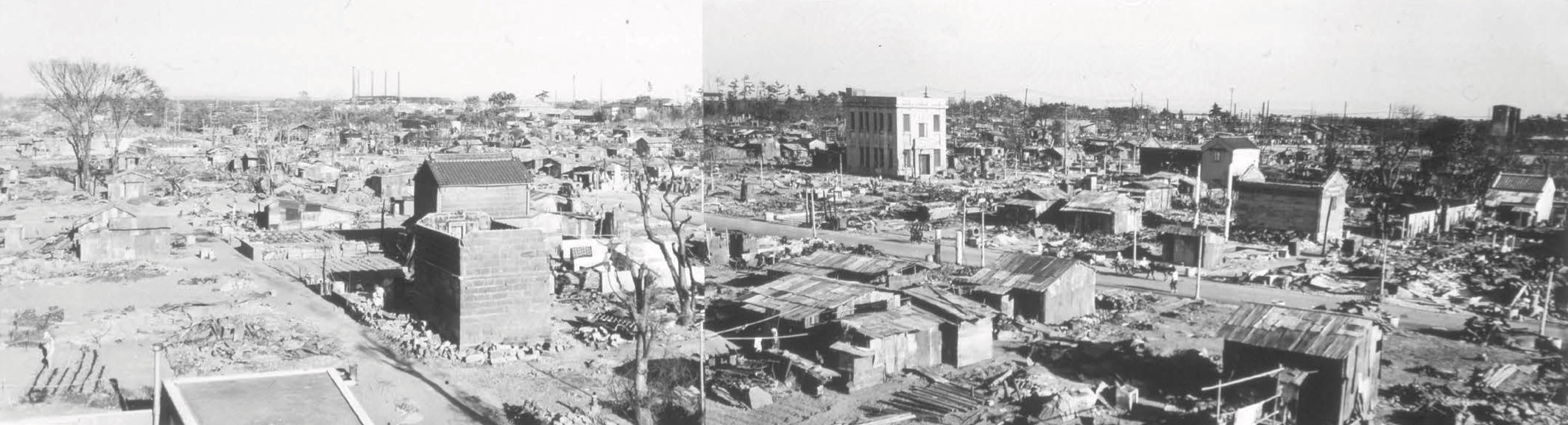
平塚空襲で焦土となった市街

平塚空襲（ひらつかくうしゅう）は、太平洋戦争末期、アメリカ軍が神奈川県平塚市、中郡大野町（現在は平塚市に編入）に対して行った空襲。
当時、この地域には平塚市～大野町にかけての広大な土地に海軍火薬廠（現在の横浜ゴム平塚製造所）があったほか、横須賀海軍工廠造機部平塚分工場（現在の平塚競輪場周辺）、第二海軍航空廠補給部平塚補給工場（現在のJT平塚工場跡地周辺）、日本国際航空工業（現在の日産車体本社工場・第一地区周辺）などの戦争遂行に不可欠な軍需工場が多く存在していた。
アメリカ軍はこれらを破壊すべく空襲の主要目標都市として平塚をリストアップしていた。平塚空襲とは一般的に1945年7月16日から17日にかけて行われた攻撃をさす場合が多いが、同年2月16～17日、7月30日にも空襲があり死傷者が出ている。

## 7月16日の空襲の経過
16日夜、マリアナ基地を発進したB29爆撃機138機の編隊が伊豆半島方面より侵入。花水川河口へ照明弾が投下される。その後、22時30分頃の空襲警報発令と同時に焼夷弾が投下され始める。大磯駅周辺や高麗山、相模川対岸の茅ヶ崎など旧市の外周部より投下が始まり、次第に第二海軍火薬廠などのある旧市中心部へと攻撃が移る。空襲は翌17日午前0時35分まで続いた。

## 空襲の被害
死者数は調査により異なり228名(米国戦略爆撃調査団報告)、237名(神奈川県警調べ)、343人(平塚市調査)などの数字がある。当時の市域10,419戸中の約8,000戸が消失した。投下された焼夷弾447,716本、1,173トンは一夜に投下された量としては八王子空襲に次ぎ国内2番目の多さと言われる。